# خطة المياه الموحدة لوادي الأردن
خطة المياه الموحدة لوادي الأردن (بالإنجليزية: Jordan Valley Unified Water Plan)، وتعرف أيضاً بإسم خطة جونستون، وهي خطة أمريكية لتنمية الموارد المائية الموحدة في وادي الأردن، وقد تم التفاوض بشأنها وتطويرها من قبل الممثل الخاص للولايات المتحدة إريك جونستون بين عامي 1953 و1955.

## التاريخ
- استناداً إلى خطة سابقة بتكليف من وكالة الأمم المتحدة لإغاثة وتشغيل اللاجئين الفلسطينيين في الشرق الأدنى (الأونروا)، وقد تم تصميمها على غرار خطة التنمية الهندسية التي وضعتها هيئة وادي تينيسي.

- تمت الموافقة عليها من قبل لجان المياه الفنية في جميع الدول المشاطئة الإقليمية - إسرائيل والأردن ولبنان وسوريا.

- رغم رفض الجامعة العربية للخطة، تعهدت كل من إسرائيل والأردن بالإلتزام بمخصصاتهما بموجب الخطة.

- قدمت الولايات المتحدة التمويل لشركة المياه الوطنية الإسرائيلية بعد تلقي تأكيدات من إسرائيل بأنها ستواصل الالتزام بمخصصات الخطة.

- تم تقديم تمويل مماثل لمشروع قناة الغور الشرقي الرئيسية في الأردن بعد الحصول على ضمانات مماثلة من الأردن.[5][6]

## الأهمية
- في أواخر الثلاثينيات ومنتصف الأربعينيات من القرن الماضي، قامت شرق الأردن والمنظمة الصهيونية بإجراء دراسات متنافسة لتنمية الموارد المائية.

- خلصت الدراسة التي أجراها مايكل جي أيونيدس، إلى أن موارد المياه المتاحة بشكل طبيعي لم تكن كافية للحفاظ على وطن يهودي ومقصد للمهاجرين اليهود. وخلصت الدراسة الصهيونية التي أجراها المهندس الأمريكي والتر كلاي لودرميلك إلى نفس النتيجة.

- أشارت إلى أنه بتحويل المياه من حوض نهر الأردن إلى النقب لدعم التنمية الزراعية والسكنية هناك، فإن الدولة اليهودية التي تضم 4 ملايين مهاجر جديد ستكون مستدامة.

- في عام 1953، بدأت إسرائيل ببناء ناقل مياه لنقل المياه من بحيرة طبريا إلى المركز السكاني والزراعي جنوب البلاد.

- في حين أبرم الأردن اتفاقية مع سوريا، عرفت بإسم خطة بونغر، لسد نهر اليرموك بالقرب من المقارين. والاستفادة من مياهه لري الأراضي الأردنية، قبل أن تتدفق إلى بحيرة طبريا.

- أرسل الرئيس الأمريكي دوايت أيزنهاور السفير جونستون إلى المنطقة لوضع خطة من شأنها تنظيم إستخدام المياه.[7]

## الخطة
عين أيزنهاور إريك جونستون سفيرًا خاصًا في 16 أكتوبر 1953، وكلفه بالتوسط في خطة شاملة للتنمية الإقليمية لنظام نهر الأردن.
كنقطة إنطلاق استخدم جونستون الخطة بتكليف من الأونروا ونفذتها شركة الإستشارات الأمريكية تشاس. T. Main، والمعروفة باسم "الخطة الرئيسية". إستخدمت الخطة الرئيسية، التي نُشرت قبل أيام فقط من تعيين جونستون، نفس المبادئ التي إستخدمتها هيئة وادي تينيسي لتحسين إستخدام حوض النهر بأكمله كوحدة واحدة.
استندت الخطة إلى مبادئ مماثلة لتلك الواردة في خطة مارشال - الحد من إحتمالات الصراع من خلال تعزيز التعاون والاستقرار الاقتصادي.
كانت الملامح الرئيسية للخطة:
- سد على نهر الحاصباني لتوفير الطاقة وري منطقة الجليل.

- سدود على نهري الدان وبانياس لري الجليل تصريف مستنقعات الحولة.

- سد المقارين على نهر اليرموك لتخزين المياه وتوليد الطاقة.

- سد صغير في العدسية على نهر اليرموك لتحويل مياهه نحو بحيرة طبريا وجنوباً على طول الغور الشرقي.

- سد صغير عند مخرج بحيرة طبريا لزيادة القدرة التخزينية للبحيرة.

- قنوات الجاذبية على طول الجانبين الشرقي والغربي لوادي الأردن لري المنطقة الواقعة بين ملتقى اليرموك مع نهر الأردن والبحر الميت.

- أعمال التحكم والترع للإستفادة من التدفقات الدائمة من الأودية التي تعبرها الترع.[8]

## الاستخدام
أعطت الخطة الأولية الأفضلية لاستخدام مياه الأردن داخل الحوض، واستبعدت دمج نهر الليطاني في لبنان. وكانت الحصص المقترحة هي:
إسرائيل 394 مليون متر مكعب.
الأردن 774 مليون متر مكعب.
سوريا 45 مليون متر مكعب.
ورد الجانبان بمقترحات خاصة بهما:
طالبت إسرائيل بإدراج نهر الليطاني في مجموعة المصادر المتاحة، وإستخدام بحيرة طبريا كمنشأة تخزين رئيسية، استخدام مياه الأردن خارج الحوض، وقناة البحر الأبيض المتوسط-البحر الميت. كما طالبت إسرائيل بمضاعفة مخصصاتها من 394 مليون متر مكعب سنويا إلى 810 مليون متر مكعب.
رد العرب بإقتراح يستند إلى خطط أيونيدس وماكدونالد وبونغر، ويعني الإستخدام الحصري في الحوض، ورفض التخزين في بحيرة طبريا، كما طالبوا بالاعتراف بلبنان كدولة مشاطئة، مع إستبعاد نهر الليطاني من الخطة. وكانت مخصصات الحصص المقترحة هي:
إسرائيل 200 مليون متر مكعب.
الأردن 861 مليون متر مكعب.
سوريا 132 مليون متر مكعب.
لبنان 35 مليون متر مكعب سنويا.
وتلا ذلك المفاوضات، وتم القضاء على الخلافات تدريجياً. أسقطت إسرائيل طلب ضم نهر الليطاني، كما أسقط العرب إعتراضهم على استخدام المياه خارج الحوض. وفي النهاية اقترحت الخطة الموحدة التخصيصات التالية حسب المصدر:
وقد تم قبول الخطة من قبل اللجان الفنية من إسرائيل وجامعة الدول العربية، انتهت المناقشة في الكنيست في يوليو 1955 دون تصويت.
وافقت لجنة الخبراء العرب على الخطة في سبتمبر 1955 وأحالتها للموافقة النهائية على مجلس الجامعة العربية.
في 11 أكتوبر 1955، صوت المجلس على عدم التصديق على الخطة، بسبب معارضة الجامعة للإعتراف الرسمي بإسرائيل. إلا أن الجامعة العربية ألزمت نفسها بالإلتزام بالتفاصيل الفنية دون تقديم موافقة رسمية.
بعد أزمة السويس عام 1956، تصلبت المواقف العربية إلى حد كبير.
أصبحت الجامعة العربية، بإستثناء الأردن، تعارض بقوة خطة جونستون، بحجة أن أي خطة لتعزيز الإقتصاد الإسرائيلي لن تؤدي إلا إلى زيادة التهديد المحتمل من جانب إسرائيل.
تعهد كل من الأردن وإسرائيل بالعمل ضمن مخصصاتهما، وتم الانتهاء من مشروعين ناجحين كبيرين – ناقل المياه الوطني الإسرائيلي وقناة الغور الشرقي الرئيسية في الأردن (المعروفة الآن باسم قناة الملك عبد الله).
وقد تم تمويل كلا المشروعين جزئياً من قبل الولايات المتحدة.

صورة وادي الأردن

قررت الدول العربية الأخرى تقليص تشغيل محطة المياه الوطنية الإسرائيلية، ناقلة المياه عن طريق تحويل منابع نهر الأردن، مما أدى إلى سلسلة من الاشتباكات العسكرية وحرب الأيام الستة عام 1967.